# Inanidrilus bonomii
Inanidrilus bonomii är en ringmaskart som beskrevs av Erséus 1984. Inanidrilus bonomii ingår i släktet Inanidrilus, och familjen glattmaskar. Inga underarter finns listade i Catalogue of Life.